# Mosin-Nagant
 (juillet 2022).
Si vous disposez d'ouvrages ou d'articles de référence ou si vous connaissez des sites web de qualité traitant du thème abordé ici, merci de compléter l'article en donnant les références utiles à sa vérifiabilité et en les liant à la section « Notes et références ».
Le Mosin-Nagant (en graphie française Mossine-Nagant, en russe : винтовка Мосина, le fusil Mossine), est un fusil militaire à canon rayé, à répétition manuelle, avec chargeur de cinq cartouches, utilisé par les forces armées de la Russie impériale, puis par l’Union soviétique et les différents pays du bloc de l'Est.
Il fut décliné en plusieurs versions et produit de 1891 à 1965. Il fut le premier à utiliser la cartouche de 7,62 x 54 mm R.

## Historique
Durant le conflit russo-turc de 1877 à 1878, les troupes russes sont armées en majorité de fusils Berdan à un coup alors que les Turcs disposent de fusils à répétition Winchester. En 1882, le ministère de l’armement russe décide de concevoir une arme alimentée par un chargeur de plusieurs cartouches. Après l’échec de la tentative de modification du Berdan, une « commission spéciale pour l’expérimentation des fusils à chargeur » est créée pour tester plusieurs conceptions (comme dans toute l'Europe de la même époque, à la suite de la révolution de la poudre sans fumée seront conçus les Lebel, Fusil Mannlicher M1895, Lee-Metford, etc.). Il lui faudra près de dix ans pour aboutir.

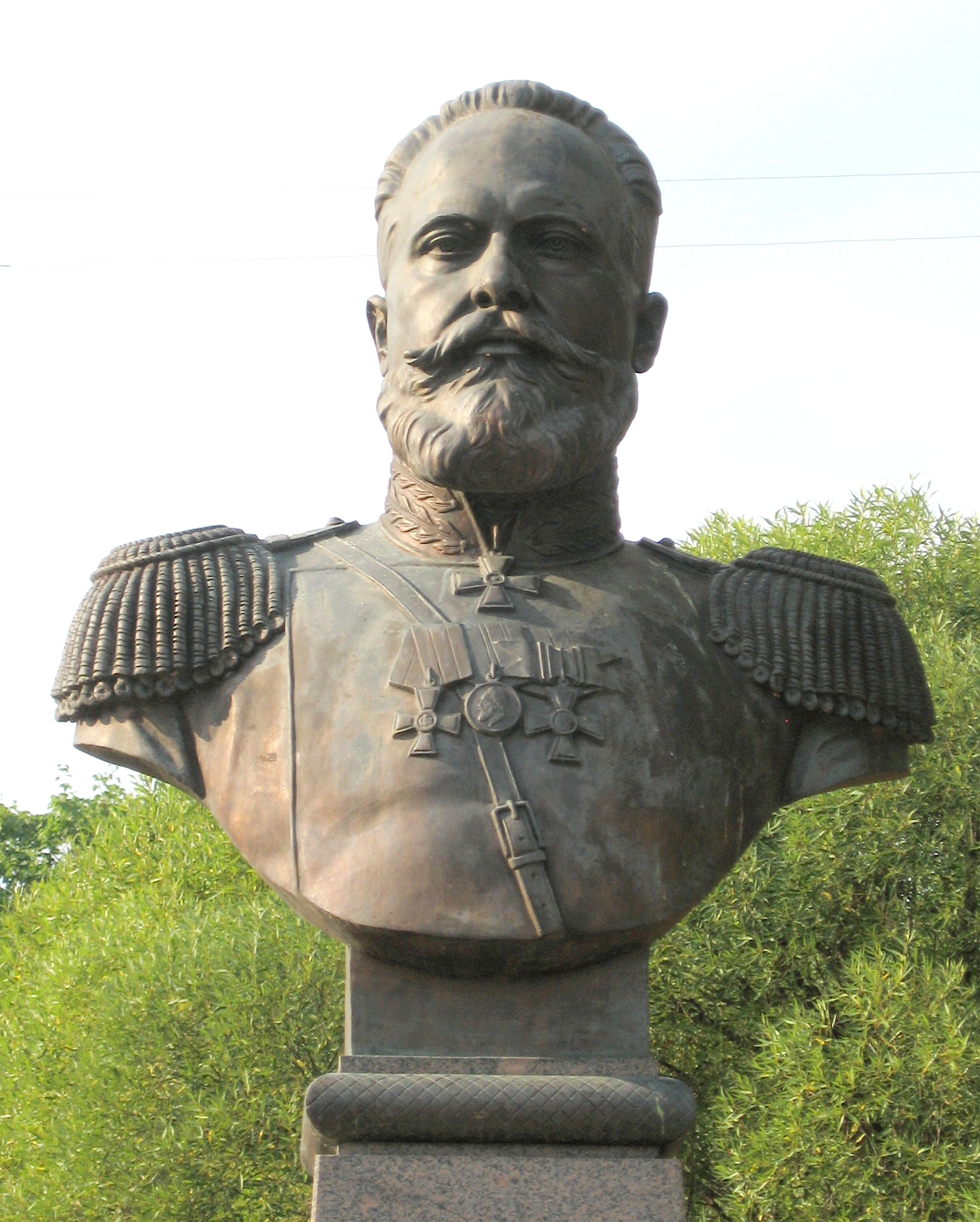
Buste de Sergueï I. Mossine à Sestroretsk.

En 1889, un jeune capitaine nommé Sergueï Mossine soumet son projet de fusil de calibre 3 lignes (soit 7,62 mm, la ligne valant en Russie à l'époque 0,1 pouce et 2,54 mm) en concurrence avec le fusil à 3,5 lignes de Léon Nagant (d'origine belge). Mais, à la fin de la période d'essais en 1891, les divers testeurs préfèrent le fusil de Nagant. Lors du vote de la Commission pour l'approbation du fusil, le fusil Mossin recueille 14 voix contre 10. Cependant, des officiers plus influents poussent les constructeurs à un compromis : les fusils Mosin seront utilisés avec le système d’approvisionnement de Nagant. C’est ainsi que le fusil 3 lignes, modèle 1891 (sa désignation officielle à l’époque) est créé.
La production commence en 1892 dans les usines des arsenaux de Toula, de Sestroretsk et d’Ijevsk. À cause des capacités limitées de ces usines, 500 000 de ces armes sont produites à la Manufacture nationale d’armes de Châtellerault en France.
À l’occasion de la guerre russo-japonaise en 1904, environ 3 800 000 fusils sont livrés à l’armée.

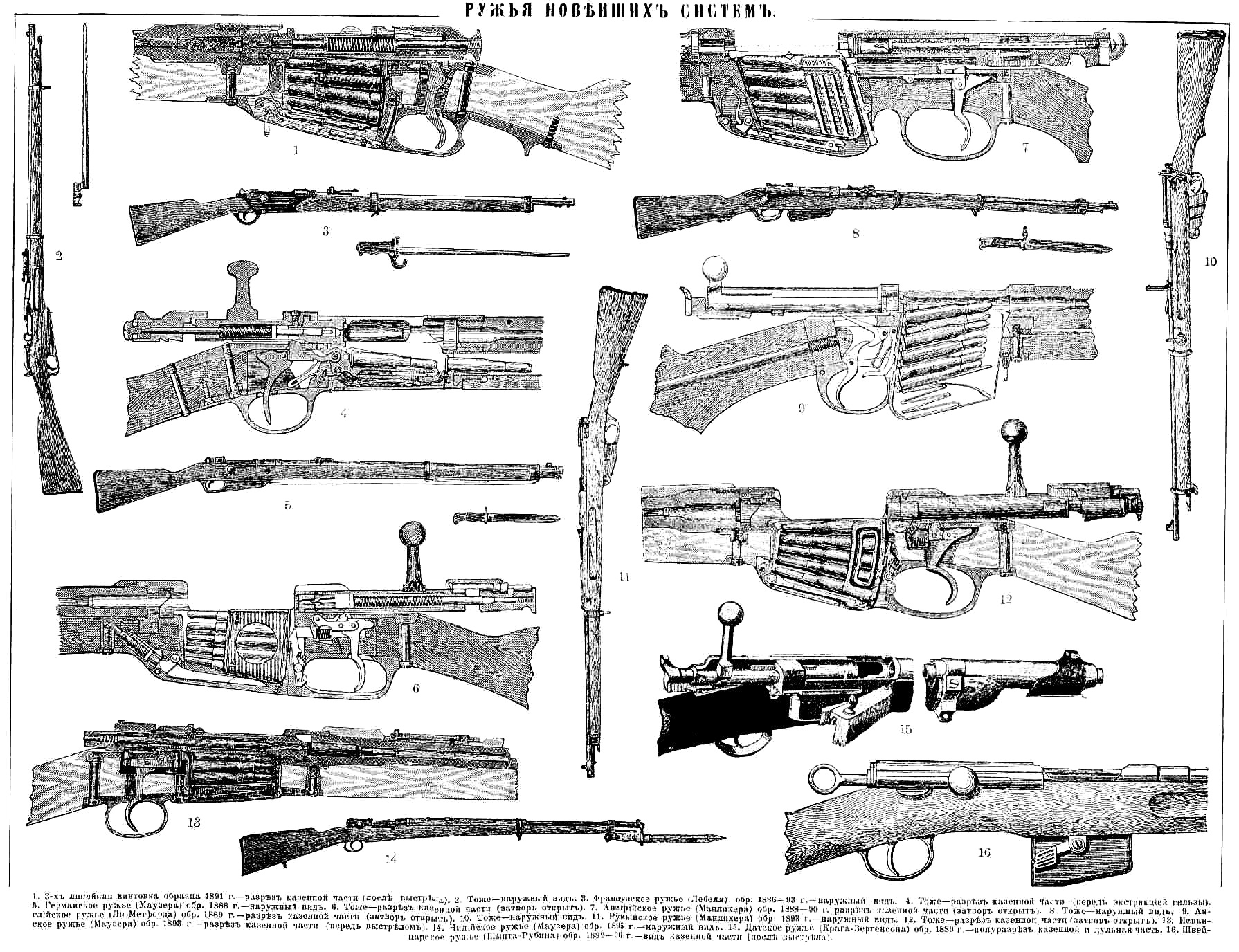
Schéma du modèle 1891 (en haut à g.).

Entre l’adoption, en 1891 et 1910, plusieurs variantes et modifications aux fusils existants sont faites, incluant le changement des organes de visée, l’implantation d’une culasse renforcée (à cause de l’adoption d’une balle de 147 grains), la suppression des doigts d’acier[Quoi ?] derrière le pontet, un nouveau canon et l’installation d’un montage à galets. Une poignée a également été ajoutée.
Avec l’entrée en guerre de la Russie en 1914, la production est restreinte au M1891 cavalerie et au M1891 infanterie pour une question de simplicité. À cause du manque d’armes et des privations d’une industrie encore en développement, le gouvernement russe commande 1 500 000 fusils au fabricant américain Remington Arms et 1 800 000 à New England Westinghouse (en).
Un grand nombre de Mosin-Nagant capturés par les forces allemandes et austro-hongroises ont été vus en service dans les lignes arrières du front et dans la marine allemande. Beaucoup de ceux-ci ont été vendus à la Finlande dans les années 1920.
Pendant la guerre civile russe, les versions cavalerie et infanterie sont en production, quoiqu’en nombre extrêmement réduit. Après la victoire de l’Armée rouge, un département est créé en 1924 pour moderniser le fusil, qui est alors utilisé trente années supplémentaires. Cela a lancé le développement du modèle 1891/30, basé sur la conception du modèle cavalerie original. Les changements incluent : la réintroduction d’organes de visée arrières plats, le rééchelonnement de la hausse en mètres à la place de l’antique archine sur les armes du tsar et le raccourcissement du canon de 9 cm. De plus, une nouvelle baïonnette à ressort est conçue pour ce nouveau modèle. En respectant la doctrine russe du combat d'infanterie, la mise à zéro est faite avec la baïonnette déployée, ce qui permet des tirs de précision quand celle-ci est fixée sur le canon du fusil. Vers 1945, 1 747 500 M1891/30 ont été fabriqués.
Dans les années 1930, Le Mosin-Nagant connait une version de précision (en 1932), et est utilisé par les tireurs d’élite soviétiques pendant la Seconde Guerre mondiale. Il a notamment servi pendant la bataille de Stalingrad qui a fait des snipers russes des héros comme Vassili Zaïtsev, Lioudmila Pavlitchenko ou Roza Chanina. Ces fusils étaient réputés pour leur résistance, leur fiabilité, leur précision et leur facilité d’entretien. Les modèles de précision sont très prisés par les collectionneurs, particulièrement en Occident.
Dans les années de l’après-guerre, l’Union soviétique arrête la production de tous les Mosin-Nagant pour les remplacer progressivement par la série des SKS et des AK. Malgré cela, le Mosin-Nagant sera encore utilisé dans le bloc de l'Est et dans le reste du monde plusieurs dizaines d’années, notamment pendant la guerre froide au Vietnam, en Corée, en Afghanistan et tout le long du rideau de fer. Il n’était pas seulement utilisé comme arme de réserve, mais aussi au combat.
Récemment, une grande quantité de Mosin-Nagant a été retrouvée sur les marchés américains d’antiquités et de collectionneurs, car c'est aussi une arme fiable pour la chasse, assez précise et bon marché. On peut actuellement trouver des modèles standards à des prix aux environs de 350 dollars, grâce aux immenses excédents créés par les industries soviétiques pendant la Seconde Guerre mondiale.

## Variantes produites par la Russie et par l’Union soviétique
Principaux utilisateurs, la Russie impériale puis l'URSS communiste produisirent de nombreuses variantes copiées ou adaptées à l'étranger.

### Période impériale (1891-1917)

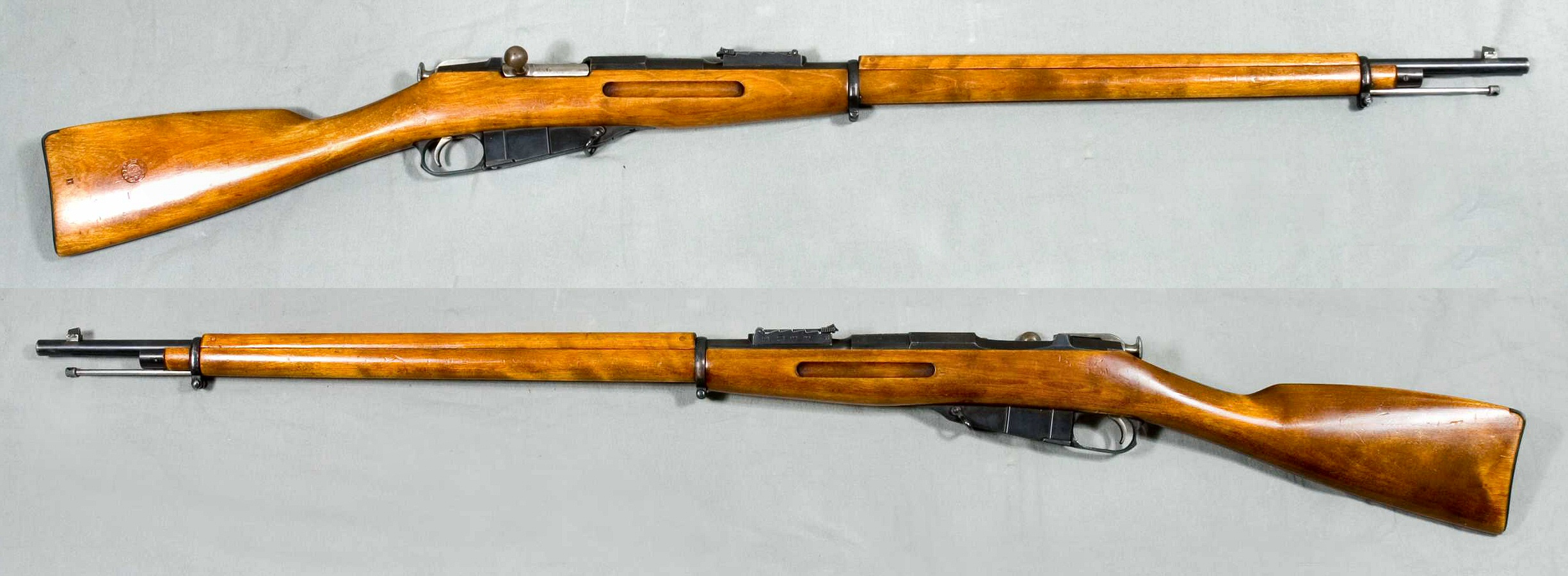
Fusil d’infanterie Mosin-Nagant modèle 1891.

- Fusil d’infanterie modèle 1891 (nom russe : пeхoтнaя винтовка образца 1891-гo года). L’arme principale de la Russie et de l’Armée rouge de 1891 à 1930.
- Fusil de cavalerie (nom russe : драгунскaя). Destiné à équiper la cavalerie. Plus court de 64 mm et 0,4 kg plus léger que le M1891.
- Fusil Cosaque (nom russe : казaчья). Créé pour équiper les cosaques, c’est à peu près le même que le modèle cavalerie, mais il est conçu pour être utilisé sans baïonnette.
- Carabine modèle 1907. Plus court et plus léger (0,95 kg) que le M1891, ce modèle était excellent pour la cavalerie, les sapeurs et les artilleurs. Il ne pouvait pas recevoir de baïonnette. Il a été produit au moins jusqu’en 1917 en nombre restreint.

### Période communiste (1917-1950 environ)

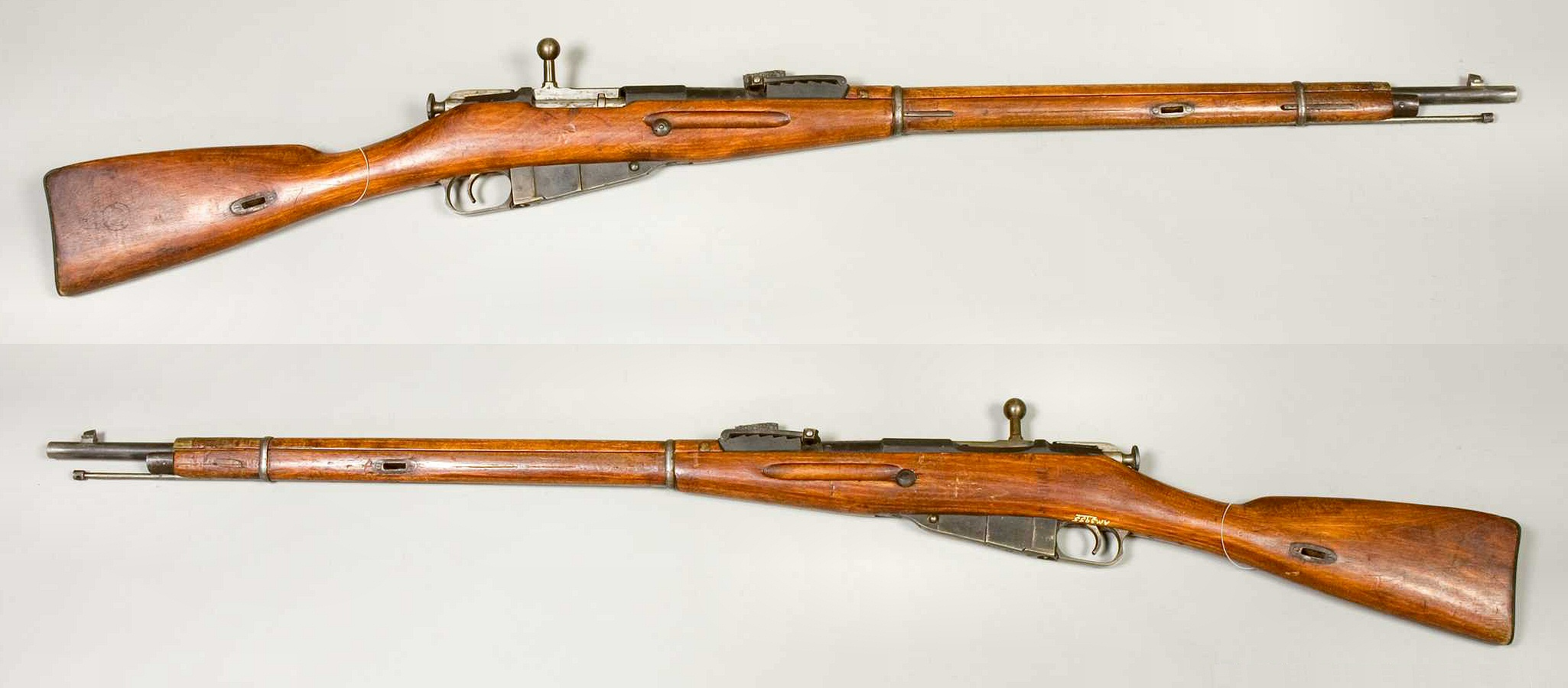
Mosin–Nagant modèle 1891.

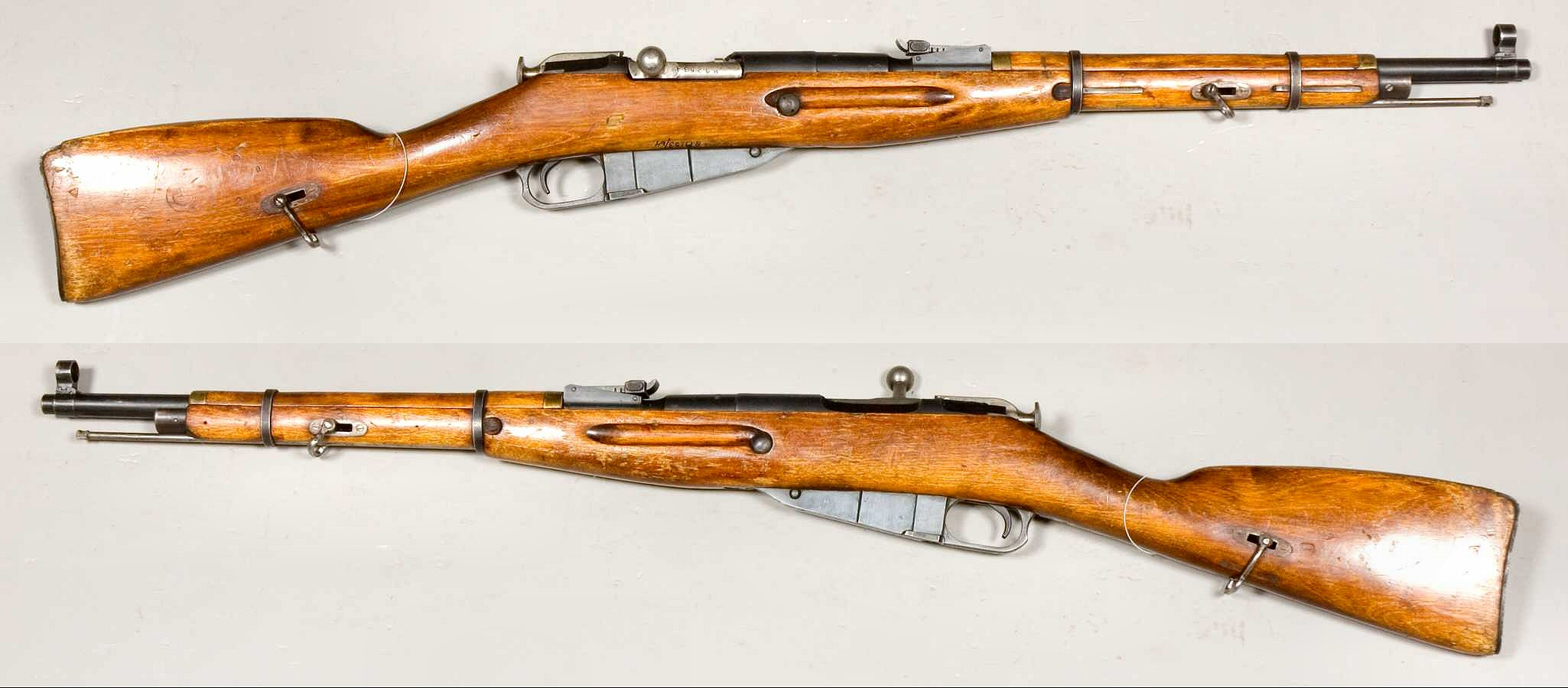
Mosin–Nagant modèle 1938.

- Modèle 1891/30 (nom russe : винтовка образца 1891/30-гo года, винтовка Мосина). La version la plus courante du Mosin-Nagant. Il fut produit et distribué à l’armée soviétique entière de 1930 à 1945. Ses plans furent établis à partir du modèle de cavalerie.
- fusil dit de sniper, sniperskaïa. Trois variantes au moins existent avec 3 lunettes différentes et des montages différents. Tous ont le levier de culasse allongé et coudé.

Un, le plus basique[pas clair] avec la lunette PU (3,5x22) et un montage latéral, un autre avec la lunette PE, plus élaborée et le dernier avec la lunette PEM et son montage spécifique, vissée à l'avant du boîtier également.
Ces trois fusils sont recherchés car malgré leur rusticité, ils sont d'une remarquable précision et ont fait des dégâts considérables parmi les soldats allemands engagés à l'Est.
- Carabine modèle 1938. Un fusil basé sur les plans du M1891/30. Il fut en service de 1938 à 1945, bien que les exemplaires produits en 1945 soient assez rares. C’est en gros un M1891/30 avec un canon raccourci ; cette carabine n’accepte pas de baïonnette.
- Carabine modèle 1944. Cette carabine fut mise en service en fin 1943 et resta en production jusqu’en 1948. Ses spécificités sont très semblables au M1938 à l’exception de la baïonnette fixée en permanence sur le modèle 44 ; celle-ci est à lame quadrangulaire de 430 mm. Ces carabines n’étaient pas seulement utilisées par l’URSS mais aussi par ses divers pays satellites.
- Carabine modèle 1891/59x. Des M1891/30 existants qui furent raccourcis à la longueur d’une carabine. On ne sait pas grand-chose à leur sujet. Des collectionneurs généralement méfiants de cette appellation pensent que ce modèle a été produit à des fins commerciales par des importateurs d’armes au Canada.

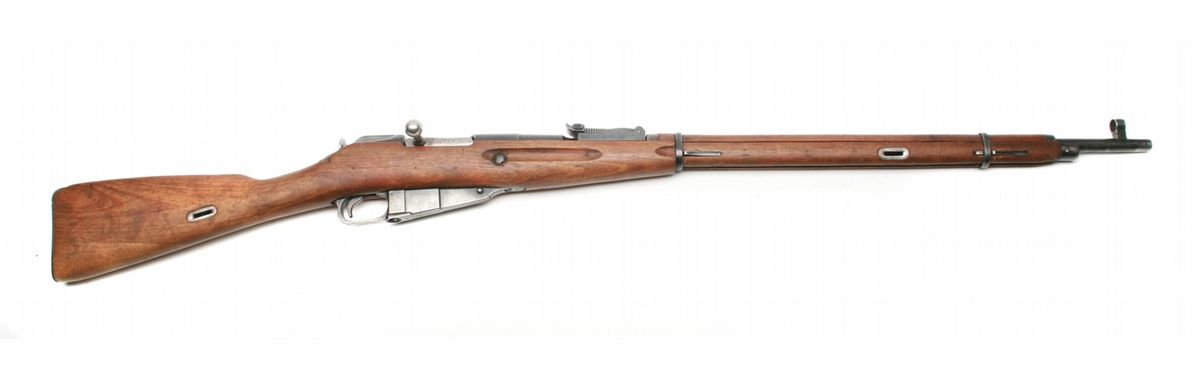
Mosin–Nagant modèle 1891/30.
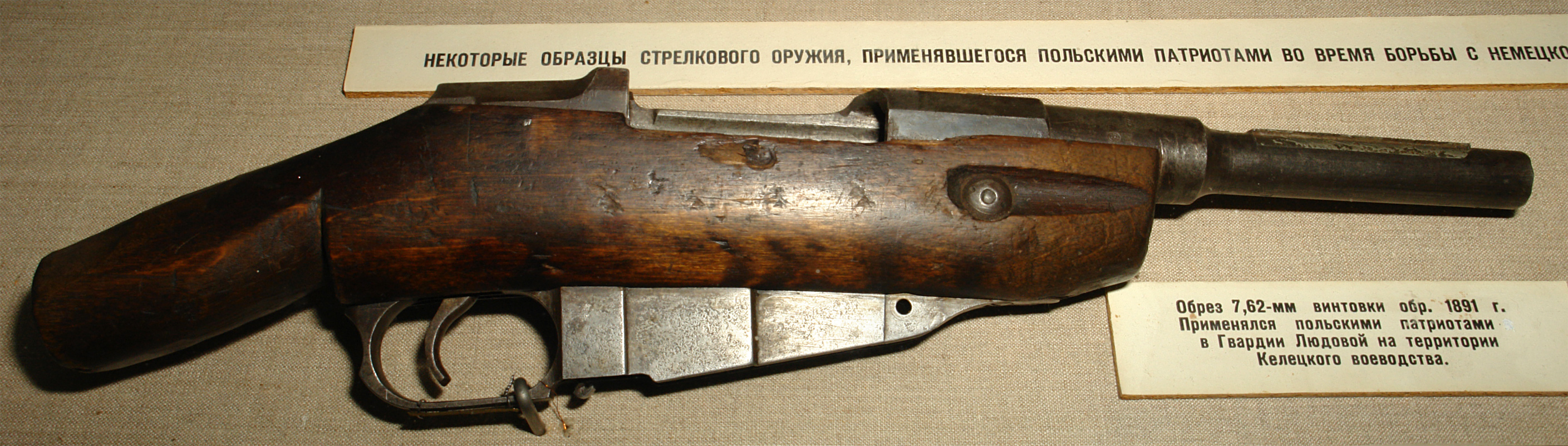
Mosin–Nagant modèle 1891, version à canon scié connu sous le nom de Obrez.

## Variantes étrangères

### Autriche-Hongrie

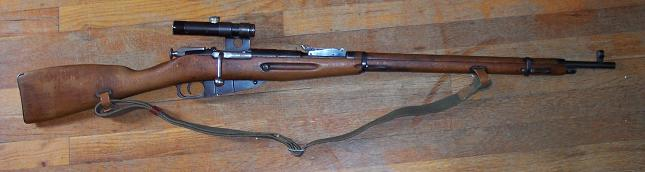
Fusil M/52 Hongrois avec une optique PU 3.5x.

L’Empire austro-hongrois a capturé une grande quantité de Mosin-Nagant pendant la Première Guerre mondiale. Ces fusils ont été redistribués aux troupes sur le champ de bataille.
Quelques-uns ont été modifiés pour tirer la cartouche autrichienne en service, la 8x50r mm. Les Autrichiens ont aussi produit des ersatz variés de baïonnettes pour le Mosin.

### Europe de l’Est
Avec la forte influence de la Russie sur l’Europe de l’Est, il n’est pas surprenant que beaucoup de Mosin-Nagant soient entre les mains des soldats lors de la guerre des Balkans ou de la guerre chaude.
Les militaires de Bulgarie, Tchécoslovaquie, Estonie, Hongrie, Pologne, Roumanie et Serbie ont tous utilisé le Mosin-Nagant à un moment ou à un autre durant le XXe siècle. Les Mosin dans ces pays subirent souvent des modifications, et furent souvent utilisés dans les années 2000-2006 comme fusils d’entraînement. Beaucoup de ces fusils furent encore produits localement pendant les années de la guerre Froide. La Hongrie a produit à des fins commerciales des copies de haute qualité des carabines M44, des modèles 91-30 et 91-30 avec lunettes PU. La Tchécoslovaquie a fabriqué le fusil de sniper VZ54, basé sur le 91-30 mais avec l’apparence d’une arme de sport très moderne.

### République populaire de Chine
Durant les années 1920 et 1930, les forces communistes de Chine ont reçu des Mosin-Nagant de l’URSS pour contrer les forces nationalistes pendant la guerre civile chinoise. La Chine commença à fabriquer des M1944 sous l'appellation de Carabine Type 53. Les machines utilisées pour les produire étaient fournies par l’Union soviétique dans le début des années 1950. Elles diffèrent un peu des modèles soviétiques. la Carabine Type 53 est équipée d'un manchon lance grenade amovible que reprendra la Carabine Type 63 ( Corée du Nord). Elles ont été remplacées dans l’armée principale chinoise vers 1957, et continuèrent à rester en service dans les milices provinciales jusqu’après 1970. Le Vietnam du Nord et les Vietcong seront armés de la Mosin-Nagant chinoise lors de la Guerre du Viêt Nam.

### Finlande

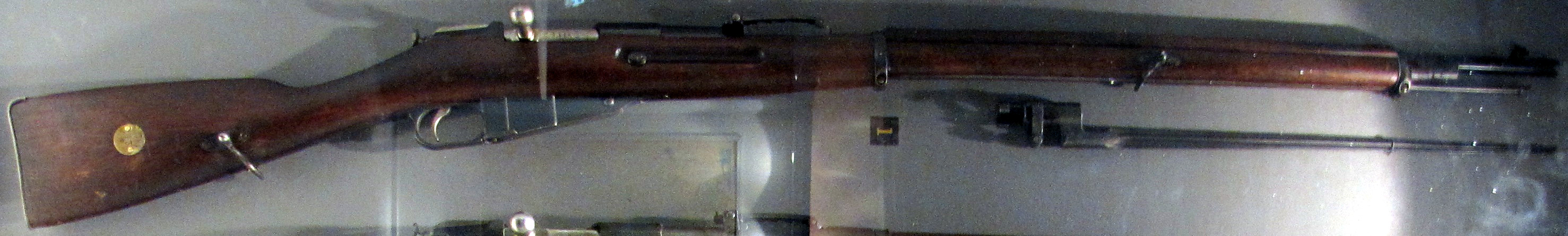
Mosin–Nagant modèle 91 de l'armée finlandaise.

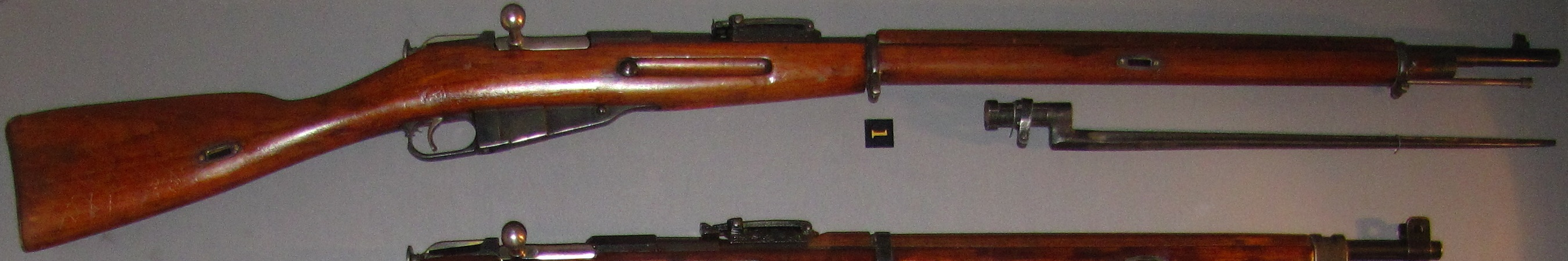
Mosin–Nagant modèle 24 de la garde civile.

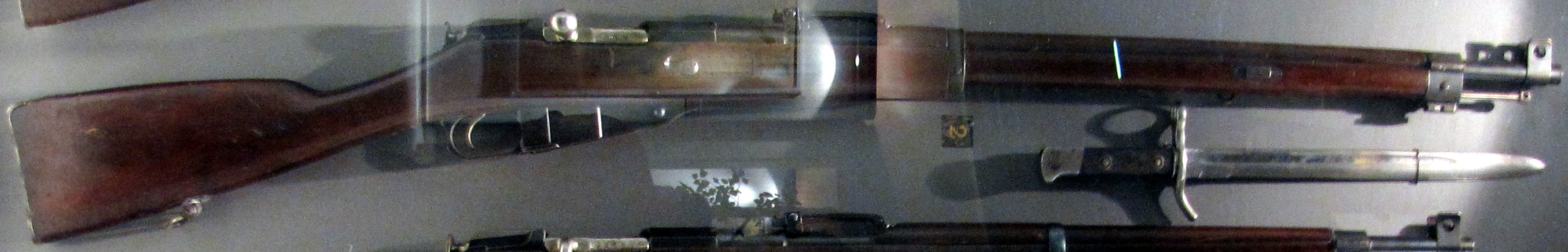
Mosin–Nagant modèle 27 de l'armée finlandaise.

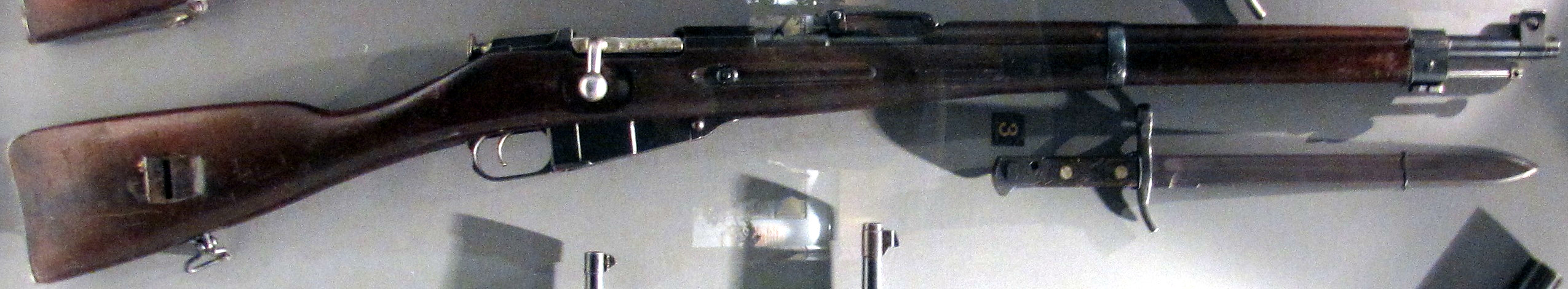
Mosin–Nagant modèle 27rv de l'armée finlandaise.

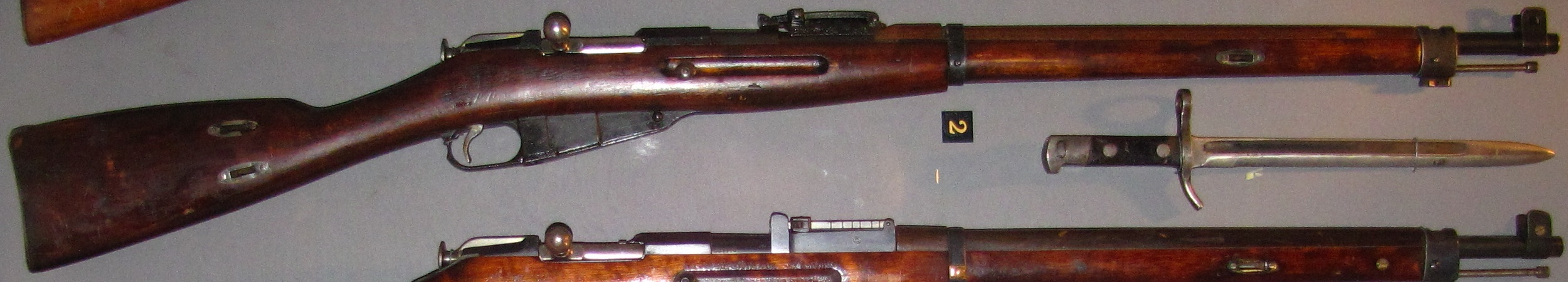
Mosin–Nagant modèle 28 de la garde civile.

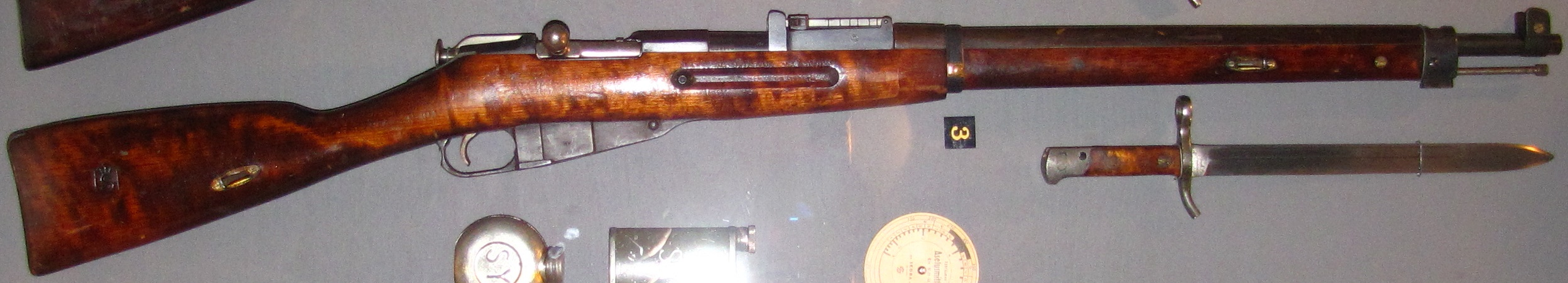
Mosin–Nagant modèle 28-30 de la garde civile.

Avant 1917, la Finlande faisait partie de l’Empire russe et les unités militaires étaient équipées de modèles variés du M1891 russe.
Après avoir conquis son indépendance, la Finlande acheta de nombreux Mosin à l’étranger, essentiellement des fusils autrichiens et allemands capturés aux Russes pendant la Première Guerre mondiale. Ces fusils, plus vieux, étaient ordinairement rénovés ; cela pouvait être aussi infime que les poinçons de l’armée finlandaise (SA) et une nouvelle bretelle, ou très important comme une refonte totale avec de nouveaux montages, organes de visée, détentes et un canon plus précis en diamètre 308 et non 311. L’armée finlandaise ainsi que la Garde Civile conçurent et produisirent plusieurs nouveaux modèles de Mosin-Nagant, utilisant les chargeurs français, russes et américains. La Finlande n’a jamais produit de chargeurs et prenait ceux des stocks de fusils achetés ou capturés. Pendant la guerre d’Hiver entre 1939 et 1940, et jusqu’en 1944, la Finlande aura pris à l’ennemi des quantités gigantesques de Mosin. La Finlande a tout de même acheté à l’Espagne les fusils restants de la guerre civile d'Espagne et des stocks de l’Allemagne nazie. Beaucoup de ces fusils étaient simplement redistribués sur le front.
L’armée finlandaise a continué à rénover et à redistribuer les Mosin-Nagant bien après que la guerre contre l’URSS fut achevée.
Il y a des M-39 avec des canons qui datent du début des années 1970, à l'époque où ils étaient fournis comme fusils d’entraînement.
La Finlande a aussi distribué le 7.62 TaK85, un fusil de sniper moderne modifié à partir du Mosin-Nagant.
Les modèles finlandais étaient identifiés par les nombres : M/91-M24 « fusil de Lotta », M27, M28, M28-30 « Pystykorva » (pointu) et M39 « Ukko-Pekka ».
On peut remarquer que les fusils finlandais M27, 28, 28-30 et 39 étaient équipés d’une baïonnette « couteau », contrairement aux baïonnettes russes quadrangulaires.
Les Mosin-Nagant finlandais sont réputés pour leur précision et pour la fiabilité qu’on peut leur accorder. Le fameux sniper Simo Häyhä est de loin considéré comme le plus grand tireur d'élite de l’Histoire et utilisait un M28 « Pystykorva ».
Le modèle M39 est le Mosin le plus abouti tant par son ergonomie (crosse pistolet) que par sa qualité de finition et sa précision. Les organes de visée sont équivalents aux meilleurs fusils de l'époque (MQ 31 suisse), finement réglables en tous sens et la détente d'une franchise parfaite. On notera aussi son canon de fabrication SAKO (manufacture d'arme finlandaise).

#### Fiches techniques des Mosin-Nagant finlandais
L'armée finlandaise a développé et utilisé des versions du Mosin-Nagant qui présentaient des traits propres :
| Modèle       | M1924        | M1927        | M1928        | M1928/1930   | M1939        |
| ------------ | ------------ | ------------ | ------------ | ------------ | ------------ |
| Longueur     | 1,30 m       | 1,185 m      | 1,185 m      | 1,185 m      | 1,185 m      |
| Canon        | 80 cm        | 68 cm        | 68 cm        | 68 cm        | 68 cm        |
| Masse à vide | 4,4 kg       | 4,2 kg       | 4,2 kg       | 4,2 kg       | 4,4 kg       |
| Calibre      | 7,62 × 54 mm | 7,62 × 54 mm | 7,62 × 54 mm | 7,62 × 54 mm | 7,62 × 54 mm |
| Magasin      | 5 cartouches | 5 cartouches | 5 cartouches | 5 cartouches | 5 cartouches |

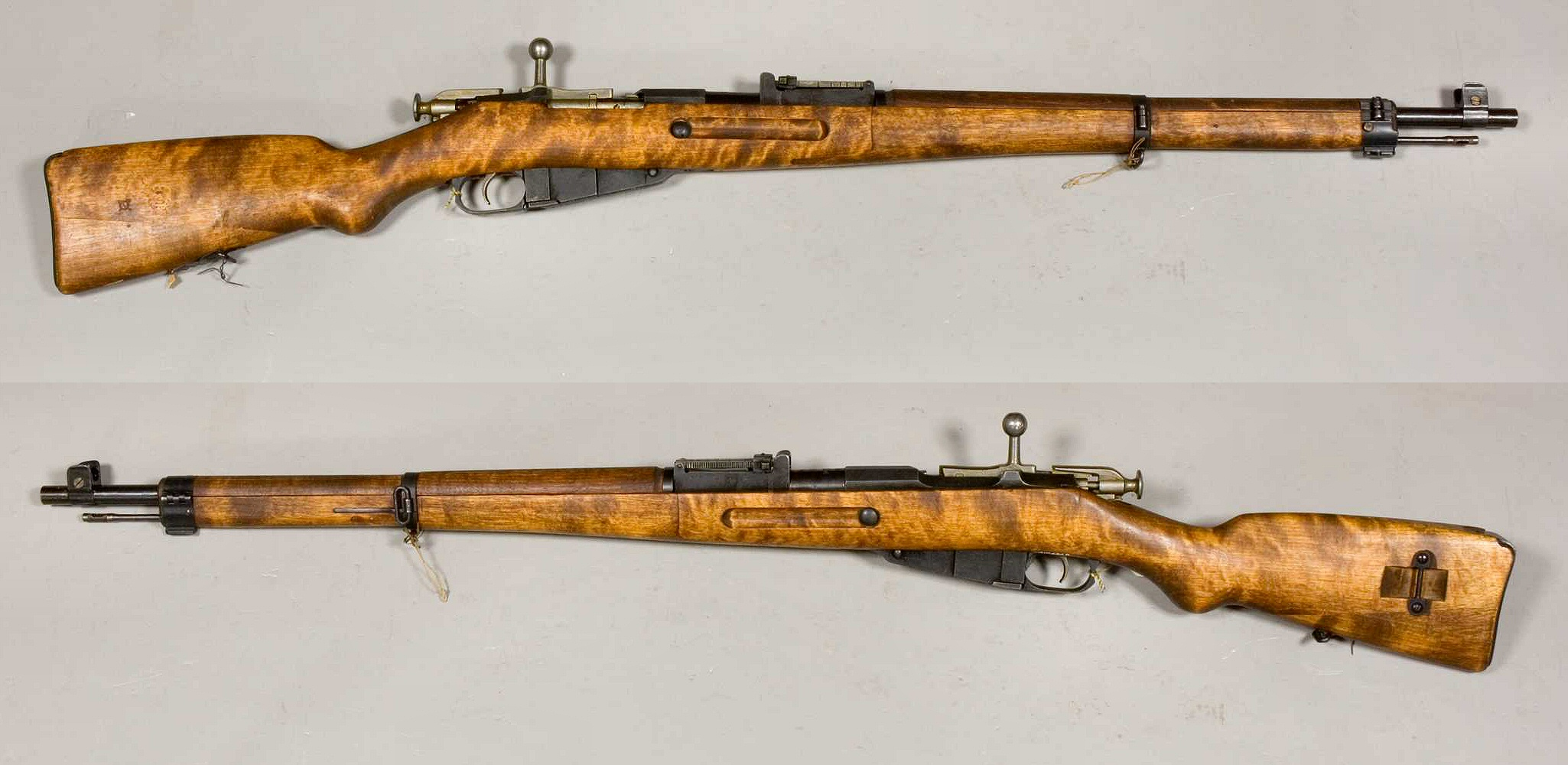
Fusil M/39.
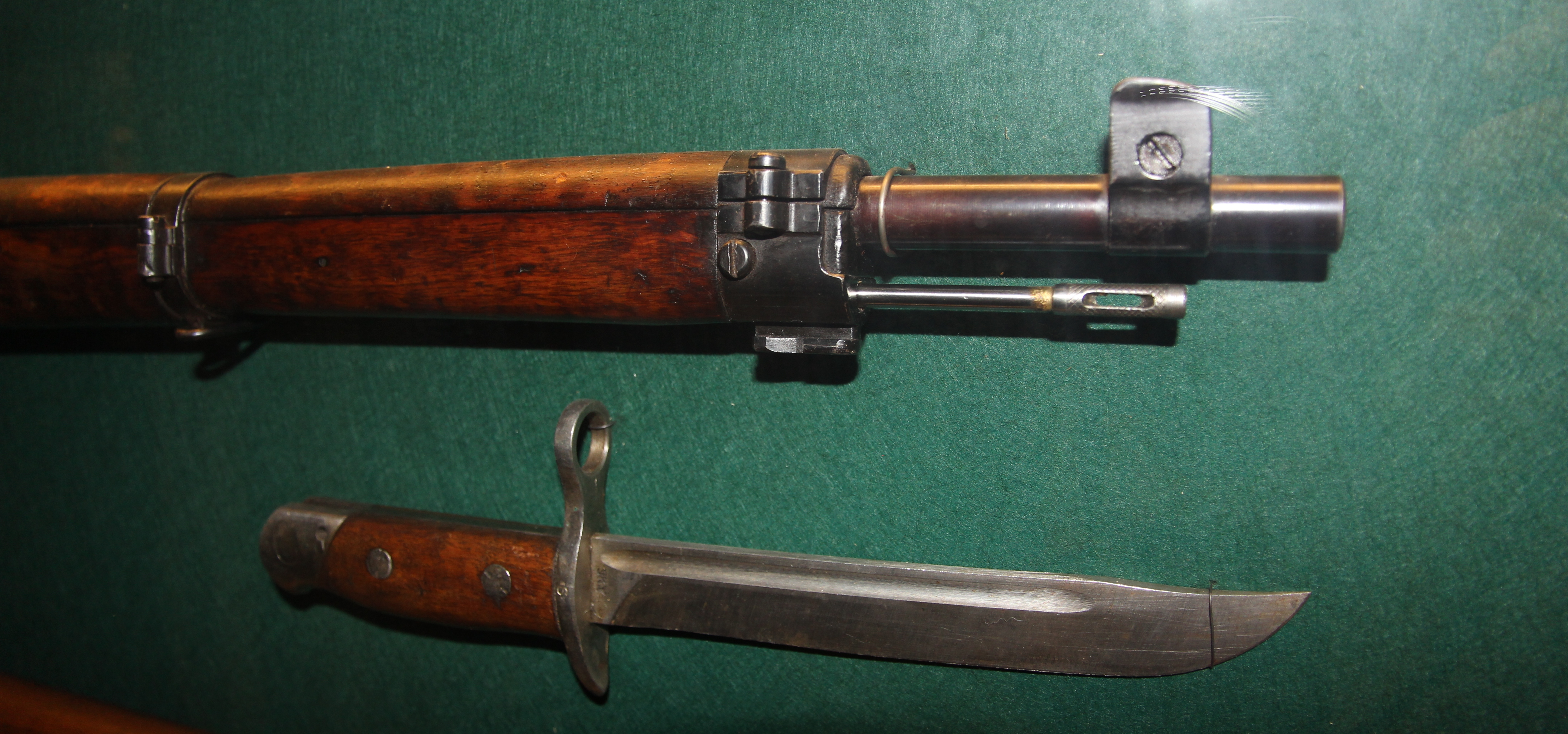
baïonnette M/39 de la garde civile.
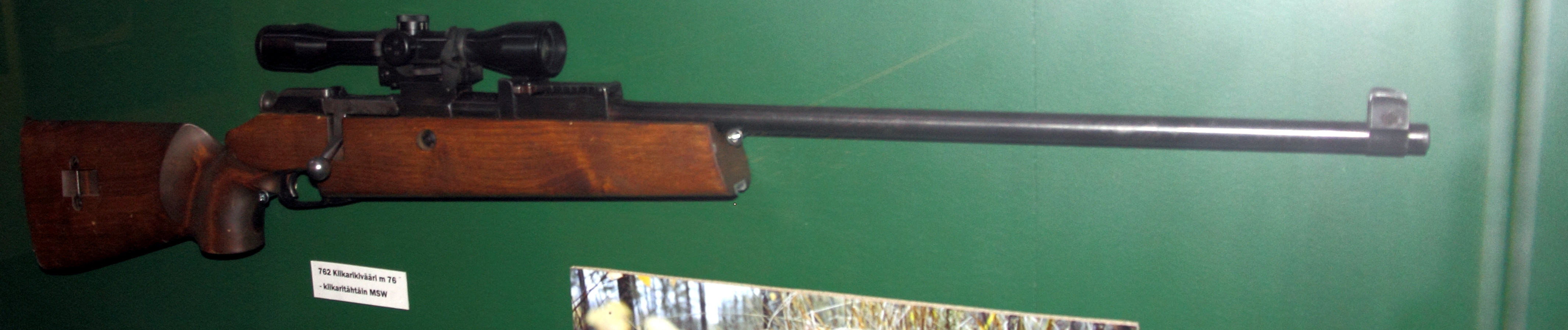
Fusil de sniper M/28-76.
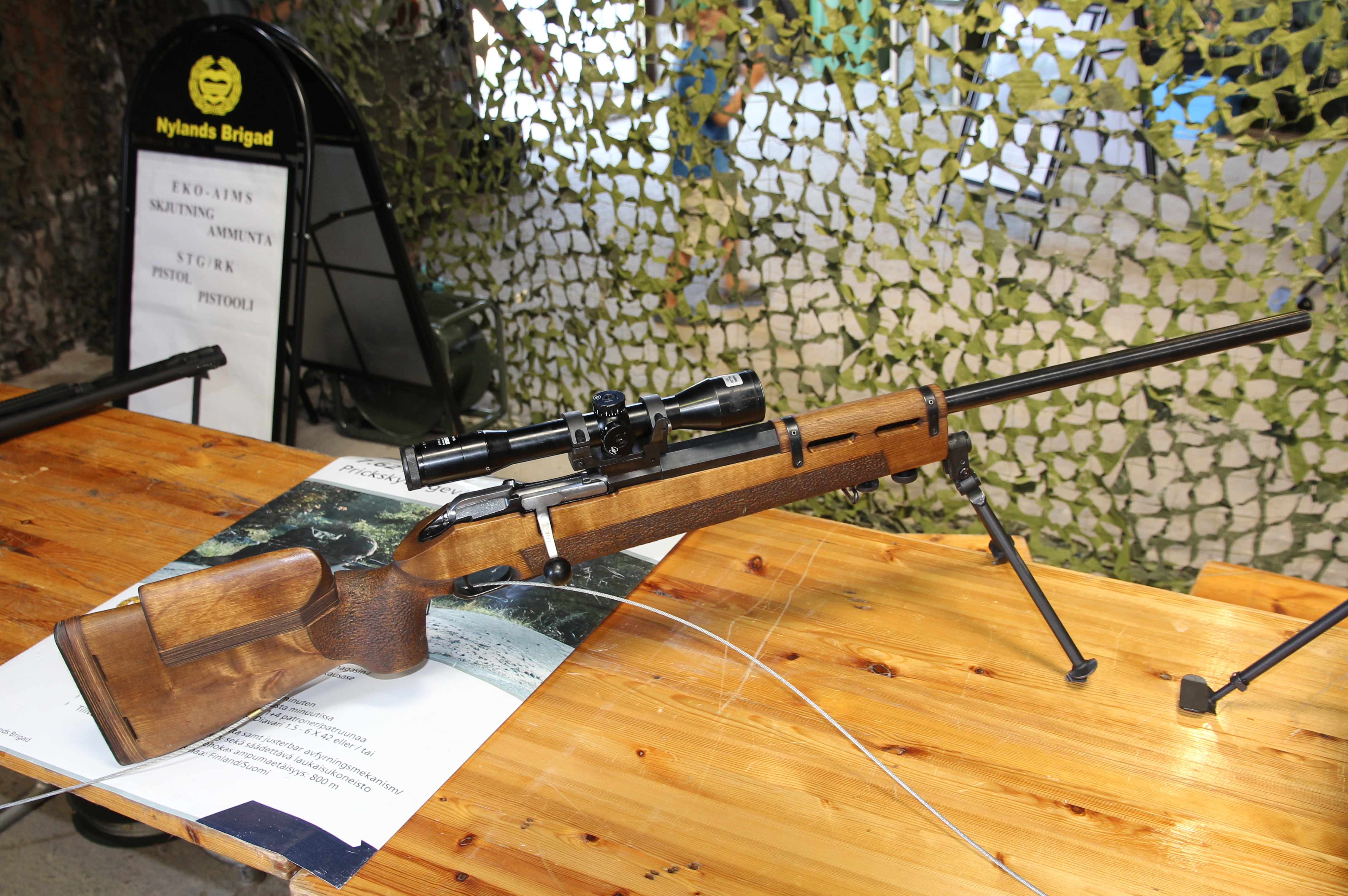
Fusil de sniper Tkiv 85 7.62.

### Allemagne
L’Empire allemand a capturé une grande quantité de Mosin-Nagant durant la Première Guerre mondiale. Ceux-ci ont reçu des modifications variées, notamment un recalibrage en 8x57S Mauser. Beaucoup étaient équipés d’un montage adapté pour recevoir une baïonnette-lame allemande. Ces fusils étaient distribués en seconde ligne et à la Kriegsmarine. Les nazis ont aussi capturé des centaines de milliers de fusils de différents modèles pendant la Seconde Guerre.
Les versions de tireur d'élite ont été utilisées avec succès par les Allemands car ils étaient très fiables et plus précis, car plus faciles à régler au-delà de 400 mètres. De plus, l'abandonner avant capture par l'ennemi, aurait permis d'échapper aux terribles sévices infligés aux tireurs d'élite adverses.
Quelques-uns furent vendus à la Finlande, beaucoup furent utilisés pour l’entraînement, les tours de garde et les territoires occupés. Après la Seconde Guerre mondiale, des Mosin-Nagant étaient utilisés pour garder les frontières de l’Allemagne de l’Est.

### Corée du Nord
L’Union soviétique et la république populaire de Chine ont fourni un nombre important de Mosin-Nagant à la Corée du Nord pendant la guerre de Corée. Cependant, la politique d’autarcie encore en effet aujourd’hui a fait que la Corée du Nord a produit ses fusils elle-même. Certains témoignages affirment que des Mosin-Nagant de sniper étaient encore en service en 1993.

### Pologne
Dans les années 1920, la Pologne recalibra environ 77 000 Mosin-Nagant en 8 mm Mauser (8x57S). Beaucoup de modifications furent effectuées : les canons furent rechambrés en 8 mm et raccourcis à 23 pouces de longueur. D’autres modifications ont été faites aux culasses et aux chargeurs pour permettre l’utilisation des lames-chargeurs et assurer un approvisionnement correct. La hausse fut modifiée pour s’adapter à la trajectoire de la balle de 8x57S. La crosse fut raccourcie et on lui ajouta un support pour baïonnette type Mauser pour accueillir les lames produites par Perkun. Ces fusils étaient appelés Karabinek wz. 91/98/23 ou wz. 91/98/26 avec quelques différences mineures.
Les Wz. 91/98/25 équipaient des unités de cavalerie et d’artillerie à cheval dans l’armée régulière jusqu’à ce que des Mauser de fabrication polonaise soient disponibles. Au début des années 1930, ils étaient distribués aux postes-frontières et à la garde nationale.
Les fusils sont marqués d’un petit aigle polonais et du calibre de l’arme sur l’arrière du fusil. L’aigle et le numéro de série sont aussi frappés sur le côté gauche du magasin et sur toutes les parties de la culasse. Cela a une apparence claire et unique sur toutes les déclinaisons du Mosin-Nagant.
Après la Seconde Guerre mondiale, la Pologne a produit une grande quantité de carabines M-44 (Kb. wz M48) à l’arsenal de Radom. Beaucoup d’entre elles n’ont pas été directement en service, mais ont plutôt été stockées dans des entrepôts en attendant qu’on en ait besoin. Ces Mosin-Nagant peuvent être identifiés par un 11 inscrit dans un cercle frappé sur le magasin du fusil. Cette marque est leur «code de pays» qui identifie quel pays de l’Europe de l’Est l’a fabriqué. En plus d’être entreposés, ils étaient produits dans l’idéal de l’armement soviétique, ce qui en fait un des meilleurs exemples de Mosin-Nagant dans le monde.

### Turquie
Tout comme l’Allemagne et l’Austro-Hongrie, l'Empire ottoman captura beaucoup de Mosin-Nagant pendant la Première Guerre mondiale. Un grand nombre fut alors acquis grâce à des aides allemandes, ou quand l’armée blanche cherchait un refuge après la guerre civile russe. Ces fusils furent utilisés pendant la guerre d’indépendance de la Turquie et contre les forces grecques lors de la guerre gréco-turque.

### Autres
Les États-Unis et les forces militaires alliées ont rencontré des fusils et des carabines Mosin-Nagant en action dans les mains de la guérilla Viet Cong et des soldats de l’armée nord-vietnamienne. Ces armes provenaient des pays du pacte de Varsovie, de l’Union soviétique et de la république populaire de Chine.
Un certain nombre de M-1944 russes et de Type 53 chinois furent utilisés comme fusils lance-grenades avec des copies locales du lance-grenade US M7. Des fusils de sniper PU-scoped M91/30 furent aussi aperçus. Beaucoup de Mosin-Nagant chinois et soviétiques furent rapatriés aux États-Unis en guise de trophées de guerre par les vétérans du Vietnam.
Quelques fusils furent alors utilisés par les États-Unis. Quand le tsar fut détrôné en 1917, le gouvernement US annula le contrat originellement signé par la New England Westinghouse (en) et par la Remington Arms. Plutôt que de livrer le restant aux bolcheviques, tous les fusils en transit furent achetés par l’armée américaine. Les fusils restés en Grande-Bretagne équipèrent les forces expéditionnaires américaines et britanniques envoyées en Russie du Nord en 1918-1920. Les fusils encore en Amérique finirent par être principalement utilisés pour l’entraînement au tir de l’US Army et dans certains endroits pour équiper les unités de la garde nationale des États-Unis ou du SATC et du ROTC. Ils étaient appelés « U.S. Rifle, 7,62 mm, Model of 1916 ». En 1917, 50 000 de ces fusils furent envoyés via Vladivostok pour équiper les légions tchèque-slovaques en Sibérie afin de les aider dans leur entreprise visant à sécuriser un passage vers la France.
Après la Première Guerre mondiale, les fusils restants furent déclarés surplus et furent vendus aux membres de la National Rifle Association of America pour seulement 3,34 $ chacun. Alors commença la longue accoutumance des Américains pour le Mosin-Nagant.
Pratiquement tous les pays qui reçurent une aide militaire de la vieille Union soviétique utilisèrent le Mosin-Nagant à un moment ou à un autre. Les Républicains espagnols achetèrent des dizaines de milliers de Mosin de tous types pendant la guerre civile espagnole. Il est estimé que la plupart des M91/30 de la production soviétique allèrent en Espagne.
Pendant la période de la guerre froide, les pays du Moyen-Orient sous influence soviétique : l’Égypte, la Syrie, l’Irak et la guérilla palestinienne reçurent des Mosin en complément des autres armes modernes.
Le Mosin-Nagant a aussi été vu en action dans les mains des moudjahidins en Afghanistan durant l’occupation de l’URSS dans les années 1970-80. Celles-ci servirent aussi aux forces de l’Alliance du Nord dans les années 1990 et au début du XXIe siècle. On les vit aussi dans les mains des rebelles tchétchènes aux côtés des armes modernes russes.
Les pays du pacte de Varsovie ont produit des fusils d'entraînement en calibre 22LR qui reprennent le dessin du Mosin-Nagant : par exemple le WZ polonais ou la Lampagyar hongroise.
Selon l'agence de presse Reuters, en avril 2022, dans le cadre de l'invasion de l'Ukraine par la Russie, des conscrits pro russes du Donbass ont été envoyés au front équipés du fusil Mosin-Nagant.

## Dans la culture populaire

### Jeux vidéo
Le Mosin-Nagant apparaît dans de nombreux jeux vidéo.
- Dans DayZ (« Mosin 9130 », version M91/30), le Mosin-Nagant est le fusil de sniper qui se trouve le plus facilement dans les milieux urbains ; il peut être équipé d'une lunette PU.
- Dans Metal Gear Solid 3, ce fusil est l'arme utilisée par « The End », membre de l'Unité Cobra.
- Dans les premiers Call of Duty, il est le fusil principal des soldats russes.
- Le Mosin-Nagant est disponible dans Call Of Duty Mobile sous l'appellation « Kilo-Bolt Action ».
- Dans le jeu Call of Duty: Vanguard, le Mosin Nagant est un fusil de précision désigné comme « Fusil Trois-lignes », en référence au calibre de 7,62 x 54 mm R.
- Le Mosin-Nagant apparaît dans Red Orchestra et sa suite, Red Orchestra 2: Heroes of Stalingrad.
- Dans Sniper Elite et Sniper Elite V2 il constitue l'une des premières armes du jeu ; de même dans Sniper Elite III ainsi que Sniper Elite 4.
- Dans Heroes & Generals, il est déblocable après avoir un peu progressé en grade, succès et expérience de tir.
- Dans Tom Clancy's The Division, appelé « M44 », il est équipé au départ d'une lunette de visée x12.
- Dans WolfTeam, renommé « Zaitsev », le Mosin-Nagant est disponible dans la boutique du jeu.
- Dans Payday 2, il apparaît avec le DLC Gage Historical Pack.
- Dans Vietcong, il est utilisé par la guérilla  Vietcong.
- Dans Battlefield 1, le Mosin-Nagant est disponible en mode multijoueur avec le DLC In the Name of the Tsar.
- Dans Hunt: Showdown, le Mosin-Nagant est présent sous différentes variantes.
- Dans Insurgency (uniquement dans la version standalone), le Mosin-Nagant est disponible pour différentes classes, selon le mode de jeu.
- Dans Escape from Tarkov (mise à jour 0.10), le Mosin-Nagant est en vente chez Prapor, un des marchands du jeu.
- Dans SCUM, il est dénommé « M1891 » et il est récupérable dans d'anciens bunkers de la Seconde Guerre mondiale.
- Le Mosin-Nagant apparaît dans le jeu Roblox: Phantom Forces, dans lequel il est débloqué quand le joueur atteint le rang 91.
- Le Mosin-Nagant apparaît dans le jeu Warface.
- Dans Girls' Frontline ainsi que Girls' Frontline 2: Exilium, Mosin-Nagant est une poupée jouable possédant comme arme signature le fusil dont elle tire son nom.